# فتح نيقوميديا
تم فتح نيقوميديا بواسطة أورخان في 1337م / 737هـ بعد حصار المدينة نيقوميديا (حاليا إذميد ، تركيا) في 1333م / 733هـ.

## خلفية
في 1299 تأسست دولة الأتراك العثمانيين ببطء وأعتمدت في توسيعها علي أراضي اليونانيين البيزنطين. و فقدان نيقية كان بداية لسلسلة من التوسع العثماني التي أدي إلى حل نهائي للإمبراطورية البيزنطية وتفرقت الدول التي خلفتها.

## الحصار
بعد هزيمة البيزنطيين في فتح نيقية في 1331، كانت خسارة البيزنطيين لنيقوميديا فقط مسألة وقت. حاول الإمبراطور البيزنطي رشوة السلطان العثماني أورخان ، ولكن سنة 1337، تم الهجوم علي نيقوميديا وسقطت بأيدي العثمانيين. لم تستطع الإمبراطورية البيزنطية التعافي من هذه الهزيمة. ولم يتبقي من أراضي الأناضول بأيدي الإمبراطورية البيزنطية، إلا فيلادلفيا ، وكانت محاصرة من إمارة كرمايان حتى 1396.

## ما بعد الحصار
بعد فتح نيقوميديا جعل أورخان إبنه سليمان عليها، و ظل وضع الإمبراطورية البيزنطية لا يمكن الدفاع عنه. وبعكس الإمبراطورية البيزنطية في 1096، الإمبراطورية البيزنطية أصبحت تمتلك الآن القليل جدا من الأراضي، وحافظت فقط علي عدد قليل من المدن في بيلوبونيز. مع جيرانها الصرب والبلغاريين تضغط ضد حدودها من الغرب والعثمانيين يحكمون سيطرتهم على الشرق، وأصبحت القسطنطينية الآن حقا في كلا الاتجاهين في خطر.